# Orgilus austroussuricus
Orgilus austroussuricus är en stekelart som beskrevs av Sergey A. Belokobylskij 1998. Orgilus austroussuricus ingår i släktet Orgilus och familjen bracksteklar. Inga underarter finns listade i Catalogue of Life.